# OLED

Schéma

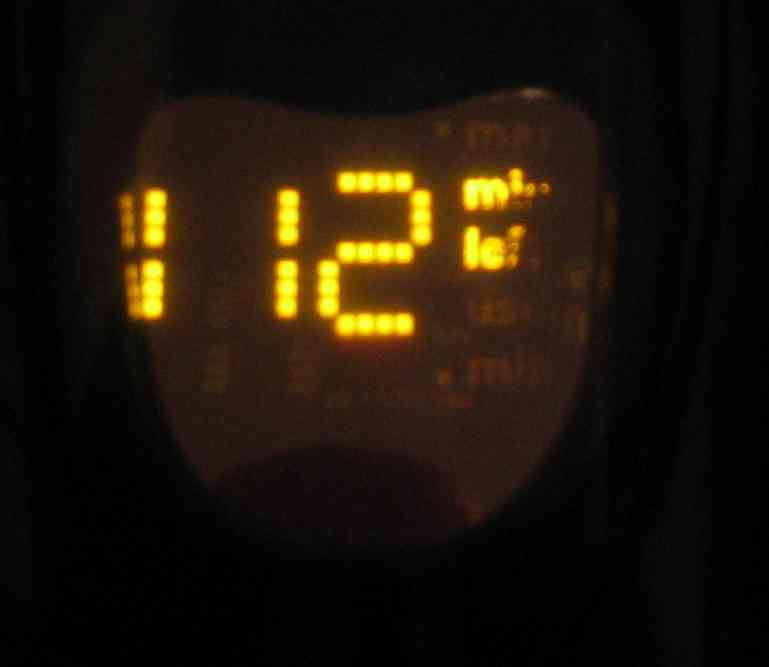
Stárnutí OLED displeje

OLED (anglicky Organic Light-Emitting Diode) je typ LED, kde se jako elektroluminiscenční látka využívají organické materiály. Ty jsou uloženy mezi dvě elektrody, z nichž alespoň jedna je průhledná. Využívají se při konstrukci displejů, např. v televizních obrazovkách a mobilních telefonech. Technologie pochází z roku 1987, kdy ji vyvinula firma Eastman Kodak. Nyní se používají především v přístrojích jako mobilní telefony nebo MP3 přehrávače.

## Princip
Mezi průhlednou anodou a kovovou katodou je několik vrstev organické látky. Jsou to vrstvy vypuzující díry, přenášející díry, vyzařovací vrstva a vrstva přenášející elektrony. V momentě, když je do některého políčka přivedeno napětí, jsou vyvolány kladné a záporné náboje, které se spojují ve vyzařovací vrstvě, a tím produkují světelné záření. Struktura a použité elektrody jsou uzpůsobeny, aby docházelo k maximálnímu střetávání nábojů ve vyzařovací vrstvě. Proto má světlo dostatečnou intenzitu.
Existují dva základní druhy, displeje s pasivní matricí (PMOLED – Passive Matrix Organic Light Emitting Diode) a displeje s aktivní matricí (AMOLED – Active Matrix Organic Light Emitting Diode).

## Displeje s pasivní matricí – PMOLED
Displeje s pasivní matricí jsou jednodušší, používají se především tam, kde je třeba zobrazit například pouze text. Stejně jako u jednodušších grafických LCD displejů (DSTN, STN), jsou jednotlivé pixely řízeny pasivně, mřížkovou matricí navzájem překřížených vodičů. V místě křížení jsou vodiče připojeny k elektrodám (katodám, resp. anodám) OLED struktury a tím vznikají jednotlivé pixely. Pomocí mříže vodičů a multiplexních přepínačů je na anody a katody vybraných bodů přivedeno elektrické napětí, které přinutí organickou látku vyzařovat. Signály jsou zpravidla dodávány do sloupců a synchronizovány s cyklickým zapojováním řádků. Optický výstup tak vzniká postupným skládáním řádků, ke kterému dochází 60krát za sekundu.
Čím větší proud je v impulsu použit, tím jasněji pixel září. Pro plné zobrazení musí být každý řádkový vodič nabíjen po dobu 1/N snímkovacího času, kde N je počet řádků displeje. Například k dosažení jasu 100 nits (tj. 100 cd/m2) pro 100 řádkový displej, musí být pixely buzeny na úroveň jasu 10 000 nits po dobu 1/100 snímkovacího času. Právě nutnost velkých úzkých proudových impulsů snižuje účinnost displeje, a to úbytky napětí na vodičích a také při krátkodobých velkých intenzitách pracuje organický materiál v méně efektivní pracovní oblasti generování světla. Z důvodu vyšší spotřeby a horšího zobrazení jsou PMOLED vhodné především pro displeje menších úhlopříček a zobrazování převážně statických a textových informací (MP3 přehrávače, mobilní telefony, informační displeje v automobilech atd.).

## Displeje s aktivní matricí – AMOLED
Displeje s aktivní matricí jsou vhodné pro graficky náročné aplikace s velkým rozlišením, tedy zobrazování videa a grafiky. Struktura je podobná jako u TFT typů LCD displejů. Spínání každého pixelu je prováděno vlastním tranzistorem (vlastně dvěma – jeden řídí nabíjení a vybíjení kondenzátoru a druhý je jako stabilizátor kvůli zajištění konstantní velikosti proudu), čímž se zamezí například blikání bodů, které mají svítit během několika po sobě jdoucích cyklů. Současně se zvyšuje průtok proudu a zkracuje doba odezvy. Mezi výhody oproti PMOLED patří vyšší zobrazovací frekvence, ostřejší vykreslení obrazu a nižší spotřeba. Nevýhodou je složitější struktura displeje a tedy i vyšší cena.

## Další varianty

### PHOLED (Phosphorescent OLED)
Technologie fosforeskujících OLED dosahuje 4× větší účinnosti než „normální“ OLED technologie. Využívá principu elektrické fosforescence, která převádí až téměř 100 % elektrické energie na světlo. To je v porovnání s účinností 25 až 30 % u „klasických“ OLED a jen cca 10 % u LCD obrazovek, velký pokrok. Při jasu 200 cd/m2 dosahuje spotřeby pouze 125 mW, tedy výrazně méně než podsvětlené LCD (240 mW). Nejnovější PHOLED jsou při napětí 6,5 V schopny dosáhnout osvětlení 18 lm/W a jas 1000 cd/m2. Tedy výrazně větší jas než nejnovější LCD s 600 cd/m2

### WOLED (White OLED)
Dosahují vysoké účinnosti generování světla 30 lm/W, při zachování možnosti měnit jeho teplotu („bílá“ barva je tvořena z RGB proužku a u každého je možné měnit zvlášť intenzitu)

### FOLED (Flexibilní OLED)
OLED struktura je místo na skle umístěna na pružném materiálu. To umožňuje displej lépe přizpůsobit místu umístění (přístrojová deska, hledí přilby). Použitý materiál rovněž zaručuje větší mechanickou odolnost (nárazy, pády).

### TOLED (Transparentní OLED)
Tato technologie umožňuje vytvořit displej s až 80% průchodností světla (tedy téměř průhledný) a volbu, zda bude obraz zobrazován na jedné, nebo obou stranách. Průhlednost je dosažena transparentní katodou, anodou i podložkou (skleněná nebo plastová). Tato vlastnost umožňuje zobrazovat informace v zorném poli uživatele na jinak průhledných plochách – hledí přilby, sklo automobilu, …

## QD-OLED (Quantum Dots-OLED)
QD-OLED je druh obrazovky, který spojuje vlastnosti QLED i OLED obrazovek. Je to v podstatě kombinace OLED a kvantových teček - drobných částí polovodičového materiálu. QD-OLED byla původně vydaná firmou Samsung v roce 2022. Prvním spuštěným QD-OLED monitorem od Samsung se stal Odyssey OLED G8 v září 2022. V současnou dobu QD-OLED obrazovky vyrábí také firmy LG a Sony. 
Princip, podle kterého QD-OLED funguje, je postaven několika vrstvách. První je zadní TFT (Thin Film Transistor) vrstva – elektronická jednotka, která je zodpovědná za kontrolu následující světelné vrstvy. Druhá je tenká OLED zadní vrstva, která tvoří modré světlo a je zdrojem světla obrazovky. Jas vrstvy se mění v každém jednotlivém bodu. Další vrstva je v podstatě QD deskou (deska s kvantovými body) a obsahuje RGB barevní filtry. RGB filtry využívají emitované světlo a vytvářejí barvy, které se odráží na poslední vrstvě – skleněném podkladu.
Rozložení pixelů na QD vrstvě není rovnoměrné. Zelené kvantové tečky tvoří vlastní vrstvu zvlášť od modrých a červených. Modré pixely čerpají světlo z OLED panelu, červené a zelené pixely jsou přímo osvětleny kvantovými tečkami. Samsung používá technologicky vyspělejší verzi inkoustového tiskaře pro kvalitnější umístění kvantové tečky na substrátu displeje. 
Mezi výhody QD-OLED oproti LCD obrazovkám patří rychlost odezvy včetně rychlosti změny jasů, širší pozorovací úhly, tmavší černá, kvalitnější HDR a větší barevnost. QD-OLED tedy pokrývá 80% BT2020 barevného prostoru a vytváří čistější barvy. 
Široký barevný gamut je následkem úzké šířky pásma QD emise, která není vhodná pro některý obsah. V těchto případech televize „stlačuje“ gamut přidáním neprimárních barev, primární barvy jsou tedy v souladu s běžnějšími gamuty. To je obzvlášť důležité u zelené barvy, kde „čistá“ zelená obsahuje přidané červené a modré barvy.
QD-OLED má snazší a efektivnější strukturu oproti LCD obrazovkám, nepotřebuje posvícení zezadu, a proto má tenčí a lehčí displej. Pomocí tmavší černé, QD-OLED má větší kontrastní poměr (1,000,000 : 1) a detailnější obraz. Samsung uvádí, že technologie QD-OLED je momentálně nejlepší existující pro oční zdraví. Obrazovka využívá modrý zdroj světla a optimalizuje jeho poměr. Oproti jiným existujícím obrazovkám vyzařuje o 40 až 50 % méně světla. 
Hlavní výhoda QD-OLED spočívá v tom, že obrazovka dokáže předat reálnější obraz bližší k tomu, který člověk vidí vlastníma očima. 
Nevýhodou je maximální jas, který nabízí QD-OLED. Zatímco LCD a LED mají maximální podsvícení až do 4 000 nitů, QD-OLED má jenom 1 000 nitů. OLED displeje, včetně QD-OLED displejů od Samsung, trpí problémy s vypalováním. Samsung ale pořad pracuje na vylepšení výkonu jeho produktu a uvádí, že QD-OLED obrazovky budou mít delší vylepšenou životnost.

## Stárnutí OLED displeje
Přestože by se dalo říci, že OLED mají samé výhody (odolnost, pracovní teplota, subtilnost, zobrazovací úhel, citlivost, rozlišení a výrobní náklady) a není tedy vlastně důvod používat LCD, mají i některé nevýhody. Mezi nejzásadnější patří životnost, která není ani stejná pro všechny barvy. Modrá barva začne ztrácet na intenzitě již za 1 000 hodin, životnost zelené je asi 10 000 hodin a červené přibližně 30 000 hodin.[zdroj?] Aby se efekt vypalování obrazovky OLED displeje homogenizoval, probíhá několikrát denně servisní cyklus trvající přes 10 minut.

## Architektura přístroje

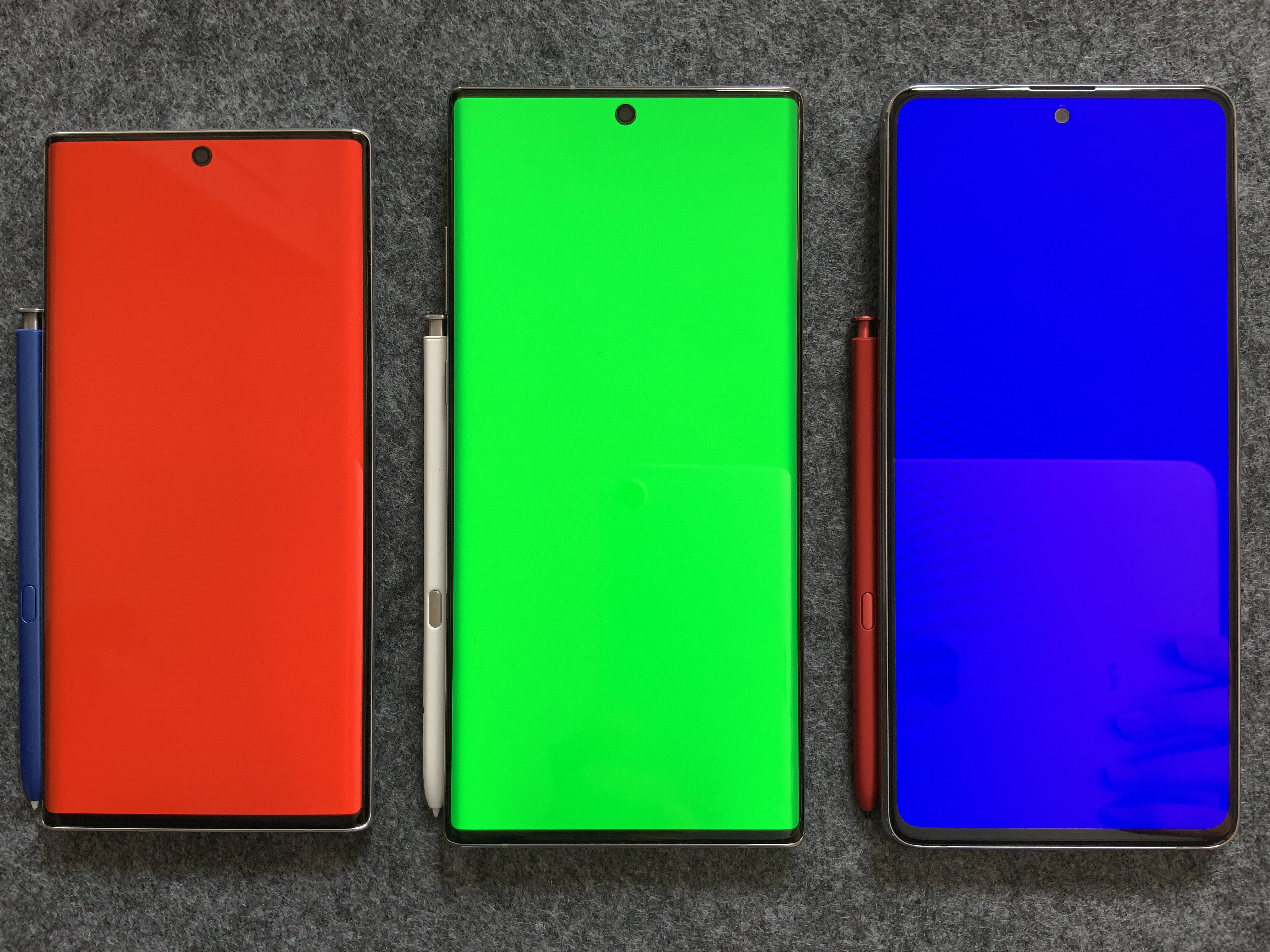
OLED displeje u přístrojů Samsung Galaxy Note 10, Samsung Galaxy Note 10+ a Samsung Galaxy Note 10 Lite

### Struktura
Dolní nebo horní vyzařováníZařízení s dolním vyzařováním tvoří průhledná nebo poloprůhledná spodní elektroda, která prostřednictvím průhledného podkladu vytváří podsvícení. Zařízení s horním vyzařováním používají průhlednou nebo poloprůhlednou horní elektrodu, neboť světlo vyzařuje přímo. OLED s horním vyzařováním jsou vhodnější pro aktivní maticové aplikace, neboť mohou být jednodušeji integrovány na neprůhlednou nosnou plochu tvořenou tranzistory.
Průhledné OLEDPrůhledné OLED displeje používají průhledné nebo poloprůhledné kontakty na obou stranách zařízení. Kontakty tvoří displej, který může mít horní nebo dolní průhledné vyzařování. Technologie TOLED umí výrazně zvýšit kontrast a zlepšit tak čitelnost displeje na přímém slunci. Tato technologie najde uplatnění například v Head-up displeji nebo inteligentním okně.
Stupeň heterogenityStupňovaný heterogenní OLED postupně snižuje poměr elektronových děr, pro elektron přepravující chemikálie. Výsledkem je téměř dvojnásobná účinnost stávajících OLED.
Skládaný OLEDSkládaný OLED používá pixelovou architekturu, skládající se z RGB pixelů poskládaných na sebe. Výrazně se tím zmenší mezera mezi jednotlivými pixely a dojde tak k podstatnému zvýšení barevné stupnice a hloubky. Druhá zobrazovací technologie používá RGB (a RGBW) pixely mapovány vedle sebe, čímž klesá potenciální rozlišení displeje.
Inverzní OLEDNa rozdíl od běžného OLED, ve kterém je anoda umístěna na podkladu, inverzní OLED používá spodní katodu, která může být připojena na n-kanál křemíku TFT, který tvoří nosnou plochu. Při výrobě AMOLED displejů je pro nízké náklady používán amorfní křemík TFT.

### Rastrová technologie
Zařízení, která používají rastrovou technologii, využívají světla nebo tepla k aktivaci elektroaktivní vrstvy. V této vrstvě je obsažen skrytý materiál (PEDOT-TMA), aktivací se materiál stává vysoce účinnou děrovanou injekční vrstvou. Pomocí tohoto postupu může být vyrobeno zařízení s libovolným světlo emitujícím rastrem.
Barva rastru může být dosažena prostřednictvím laseru, nebo zářením vyvolávající sublimaci (RIST).
Pro tisk vícevrstvých rastrů (Organic vapour jet printing) se používá interní nosný plyn (např.: Argon nebo Dusík), slouží k přepravě odpařených organických molekul (stejně jako v organické fázi, při depozici z plynné fáze). Plyn je vyloučen přes trysku velikosti mikronu nebo přes celé pole trysek v blízkosti podkladu. To umožňuje tisk libovolných vícevrstvých rastrů bez použití rozpouštědel.
Běžné OLED displeje vznikají tepelným odpařováním páry (VTE) a podle stínové masky vznikne rastr. Mechanická maska má otvory, skrz které pára projde na požadované místo.

### Technologie podkladu
Pro displej s vysokým rozlišením, jako je TV nebo TFT plocha, je nezbytně nutné správné řízení pixelů. V současnosti je nízkoteplotní polykrystalický křemík LTPS-TFT používán pro komerční AMOLED displeje. Displej s LTPS-TFT má v sobě zahrnutou změnu výkonu a různé kompenzační obvody. Vzhledem k omezení velikosti excimerového laseru použitého pro LTPS, byla omezena velikost AMOLED.

### Pixelové stmívání
Pixelové stmívání je technologie umožňující zhasnout kterýkoli pixel na displeji a vytvořit tak „dokonale“ černou barvu či věrnější barevný odstín.[zdroj?] Bez použití této technologie jsou všechny pixely trvale podsvíceny, i když zobrazují černou barvu. Tuto technologii používají pouze displeje OLED.[zdroj?]

## Výhody
Odlišný výrobní postup OLED má několik výhod, než výroba plochého displeje technologií LCD:
Nižší náklady v budoucnostiOLED lze vytisknout na jakýkoliv vhodný podklad pro inkoustové tiskárny, nebo dokonce pomocí sítotisku, což je teoreticky levnější než výroba LCD nebo plazmového displeje. Nicméně, výroba OLED podkladu je nákladnější než TFT LCD, ale až s masovou výrobou a rozšířeností se náklady sníží. Nabízí se náročná metoda ukládání organických zařízení, umožňující masovou výrobu tisíců zařízení za minutu s minimálními náklady. Zde vzniká problém s vícevrstvými zařízeními, kde je požadována přesnost při seřazování různě vytištěných vrstev.
Nízká hmotnost a pružné plastové podkladyOLED displeje mohou být vyrobeny z pružných plastových podkladů, které vedou k možnosti použití pružných organických světelných diod. Jsou vyrobeny pro použití v nových aplikacích, jako jsou rolovací displeje vložené do tkaniny nebo oblečení. Vzhledem k použitému pružnému podkladu, mohou být displeje stejně pružné jako PET, a proto mohou být vyráběny levněji.
Širší pozorovací úhly a lepší jasOLED umožňuje větší umělý kontrastní poměr (dynamický i statický rozsah, měřeno v čistě tmavých podmínkách) a pozorovací úhel ve srovnání s LCD, protože OLED pixely vyzařují světlo přímo. OLED barvy se nemění a vypadají stále stejně, i když se pozorovací úhel blíží 90 ° od normálu.
Lepší energetická účinnostSvětlo vyzařované z podsvícení prochází skrze LCD filtr, přes který projde malý zlomek světla, takže nezobrazí skutečnou černou. Zatímco neaktivní OLED prvek neprodukuje žádné světlo, čímž nespotřebovává energii a zobrazí tak skutečnou černou.
Časová odezvaOLED mohou mít rychlejší dobu odezvy, než standardní LCD obrazovky. Zatímco LCD displeje mají časovou odezvu 2 až 16 ms a obnovovací frekvenci 60 až 480 Hz, OLED teoreticky mají dobu odezvy menší než 0,01 ms a to až do obnovovací frekvence 100 000 Hz.

## Nevýhody
Současné nákladyOLED výroba v současné době vyžaduje velmi nákladné výrobní kroky. Konkrétně výroba podkladu vyžaduje použití polymorfního křemíku a LTPS nosná plocha z amorfního křemíku vyžaduje laserové žíhání. Tato část výrobního procesu AMOLED začíná na procesních nákladech standardního LCD. Spolu s časově náročným a drahým výrobním procesem, nemůže být v současnosti použit na výrobu velkoplošných obrazovek.[zdroj?]
ŽivotnostNejvětším technickým problém pro OLED je omezená životnost organických materiálů. Zejména v minulosti měly modré OLED životnost kolem 14 000 hodin, než dosáhly poloviny původního jasu (při provozu 5 let 8 hodin denně). To je méně než typická životnost LCD, LED nebo PDP technologie. V závislosti na výrobci a modelu byla životnost asi 25 000–40 000 hodin než dosáhly polovičního jasu. Nicméně, někteří výrobci mají za cíl zvýšení životnosti OLED displejů, a dosáhnout tak stejného jasu při nízkých hodnotách proudu. V roce 2007 byl experimentálně vytvořen OLED, který mohl vydržet jas 400 cd/m2 po více než 198 000 hodin pro zelené OLED a 62 000 hodin pro modré OLED.
Otázka barevné vyváženostiOLED látka používaná k výrobě modrého světla, degraduje podstatně rychleji než látky, které produkují ostatní barvy. Vzhledem k ostatním barvám bude modrá produkovat méně světla. Tato odchylka v rozdílu barev změní barevné vyvážení displeje, které je mnohem výraznější než celkový pokles jasu. Částečně se tomu můžeme vyhnout nastavením vyváženosti barev, což může požadovat pokročilejší řídící obvody a interakci s uživatelem, která je pro některé uživatele nepřijatelná. Aby se oddálil tento problém, výrobci úmyslně vychylují vyváženost barev směrem k modré, takže displej má zpočátku nepřirozeně modrý nádech. Takto vytvořen modrý nádech vyvolává stížnosti na nepřirozené a přesycené barvy. Mnohem častěji však výrobci optimalizují velikost RGB pixelů. Přes subpixely sníží proudovou hustotu, čímž se snaží vyrovnat životnost displeje při plném jasu. Například modrý pixel může být o 100 % větší, než zelený pixel a červený pixel může být o 10 % menší než zelený.
Účinnost modré OLEDZlepšení účinnosti a životnosti modré OLED je zásadní pro úspěšné nahrazení LCD technologie. Značný výzkum byl investován do vývoje modré a tmavě modré barvy s vysokou účinností. Pro červené (625 nm) a zelené (530 nm) diody byly zaznamenány hodnoty účinnosti 20 % a 19 %. Nicméně, modré diody (430 nm) byly schopné dosáhnout maximální účinnosti v rozmezí 4 až 6 %.
Poškození vodouDispleje vyrobené z organických materiálů může voda velice poškodit. Z tohoto důvodu jsou při vlastní výrobě důležité těsnicí postupy. Škoda způsobená vodou může především omezit životnost a ohebnost displeje.
Venkovní výkonEmisní technologie zobrazování OLED, se zcela spoléhá na převod elektřiny na světlo, na rozdíl od většiny LCD displejů, které jsou do určité míry reflexní. E-ink je technologie odrazivosti okolního světla s ~ 33% účinností, umožňující zobrazení bez použití vnitřního zdroje světla. Kovová katoda v OLED působí jako zrcadlo s odrazivostí blížící se 80 %, což vede ke špatné čitelnost v jasném okolním světle. Nicméně, použitím kruhového polarizátoru a antireflexní vrstvy, může být difuzní odrazivost snížena na méně než 0,1 %. Díky dopadajícímu osvětlení 10 000 fc (typická zkouška pro simulaci venkovního osvětlení) je přibližná fotopická konstanta 5:1.
Spotřeba energieZatímco spotřeba energie OLED displeje zobrazujícího převážně černý obrázek bude okolo 40 % spotřeby LCD displeje, u běžných obrázků je to kolem 60–80 %. Nicméně v případě zobrazení dokumentu nebo webové stránky na bílém pozadí může OLED displej spotřebovat až třikrát více energie než odpovídající LCD. To může vést ke snížení reálné výdrže baterie v mobilních zařízeních, pokud používají bílé pozadí.

## Výrobci a komerční použití
OLED technologie se používá v komerčních zařízeních, jako jsou displeje mobilních telefonů a digitální přenosné přehrávače. Mezi ostatní zařízení používající OLED technologii patří autorádia a digitální fotoaparáty. U přenosných zařízení se preferuje OLED displej s vysokým světelným výkonem pro dobrou čitelnost na slunci a nízkou spotřebu energie. Přenosná zařízení jsou používána nepravidelně, takže nižší životnost organických displejů není až takový problém. Byly vyrobeny prototypy pružných a rolovacích displejů, které využily jedinečných vlastností OLED. Společnost Philips Lighting vyrobila vzorky OLED osvětlení pod obchodním názvem „Lumiblade“. Společnost Novaled AG se sídlem v německých Drážďanech představila v říjnu 2011 řadu stolních OLED lamp nazvané „Victory“.
Technologie OLED byla použita ve většině mobilních telefonů Motorola a Samsung s barevným displejem. Stejně jako ji použily některé modely telefonů HTC, LG a Sony Ericsson. Nokia rovněž představila telefony s OLED, včetně dvou modelu N85 a N86 8MP vybavených AMOLED displejem. OLED technologii můžeme nalézt u digitálních přehrávačů jako Creative ZEN V, iRiver Clix, Zune HD a u Sony Walkman řady X.
Smartphone Google a HTC Nexus One mají také AMOLED displej, stejně jako telefon Desire a Legend. Nicméně, kvůli nedostatku zásob displejů vyrobených firmou Samsung některé HTC modely později používaly SLCD displeje od firmy Sony. Zatímco smartphony Google a Samsung Nexus S v některých zemích používaly displeje "Super Clear LCD".
OLED displej byl použit v hodinkách značky Fossil (JR-9465) a Diesel (DZ-7086).
Dalšími výrobci OLED panelů jsou Anwell Technologies Limited (Hongkong), AU Optronics (Tchaj-wan), Chimei Innolux Corporation (Tchaj-wan), LG (Korea), a další.
V roce 2009, firma Shearwater Research představila pro potápěče první barevný OLED počítač Predator s baterií, jenž si mohou sami vyměnit.
Společnost DuPont v tiskové zprávě z května 2010 uvedla, že s novou technologií tisku mohou do dvou minut vyrobit 50" OLED displej. Pokud by se technologie rozšířila, z hlediska výroby by se celkové náklady na výrobu OLED televizorů výrazně snížily. DuPont rovněž uvedl, že OLED televizory vyrobené touto méně nákladnou technologií mohou vydržet až 15 let při normálním provozu 8 hodin denně.
Použití OLED může být předmětem patentů. Nyní existuje tisíce patentů souvisejících s OLED, které vlastní Eastman Kodak, DuPont, General Electric, Royal Philips Electronics, mnoho vysokých škol a další velké společnosti a malé firmy.
Společnost RIM, výrobce smartphonu BlackBerry neoficiálně oznámila, že jejich nadcházející smartphony BlackBerry 10 budou jako jedny z prvních používat OLED displej.
Skládací OLED smartphony jsou vizí budoucích deseti let. Zatím je při výrobě těchto displejů dosaženo velké poruchovosti, jelikož i snítko prachu může displej během výrobního procesu zničit a dále vysoká výrobní cena displeje. Další překážkou při výrobě je vytvoření baterie, kterou lze složit.

### Móda
Ve světě módy jsou novinkou textilie obsahující OLED. Představují způsob jak začlenit osvětlení a uvést inertní objekty na zcela novou úroveň módy. Nadějí je kombinace komfortu s nízkými výrobními náklady textilu a OLED s nízkou spotřebou energie. Přestože tento scénář světelného oblečení je vysoce pravděpodobný, stále existují různé překážky. Otázkou zůstává životnost OLED, tuhost ohebné fólie a nedostatečný výzkum při výrobě další textilie jakou je fotonická textilie.

### Samsung zařízení
V roce 2004 jihokorejský Samsung byl největším světovým výrobcem OLED. Produkoval 40 % OLED displejů vyrobených na světě a od roku 2010 má 98% podíl na trhu s AMOLED displeji. Společnost v roce 2006 stála v čele OLED průmyslu. Její obrat na trhu OLED byl 100,2 milionů dolarů z celosvětových tržeb 475 milionů dolarů. Od roku 2006 je společnost vlastníkem více než 600 amerických a více než 2 800 mezinárodních patentů AMOLED technologie.
V roce 2005 Samsung SDI představil v té době největší OLED televizi. Televize s úhlopříčkou 21" a rozlišením 6,22 milionů pixelů byla největší na světě. Kromě toho společnost přijala aktivní matici.Technologie na bázi nízké spotřeby energie a vysokého rozlišení. V lednu 2008 Samsung opět představil největší a nejtenčí OLED televizi s úhlopříčkou 31 " (78 cm) a tloušťkou 4,3 mm.
V květnu 2008 společnost představila koncept ultratenkého notebooku s OLED displejem 12,1" (30 cm), rozlišením 1 280×768 a nekonečným kontrastním poměrem. Podle Woo Jong Lee viceprezidenta Mobile Display marketingového týmu společnosti Samsung SDI, společnost očekávala, že OLED displeje budou v přenosných počítačích použity nejdříve v roce 2010.
V říjnu 2008 Samsung představil nejtenčí OLED displej na světě, který byl rovněž první „přeložitelný“ a ohebný. Měřil pouhých 0,05 mm (tenčí než papír). Zaměstnanec Samsungu uvedl, že je „technicky možné, vyrobit display tenčí“. K dosažení této tloušťky, Samsung použil leptaný OLED panel a běžný skleněný substrát. Řídící obvod byl vytvořen nízkoteplotním polymorfním křemíkem TFT. Rovněž byly použity nízkomolekulární organické EL materiály. Počet pixelů displeje 480×272, kontrastní poměr 100 000:1, jas 200 cd/m2. Rozsah barevné reprodukce odpovídá 100% standardu NTSC.
Ve stejném měsíci Samsung představil největší OLED televizi na světě s Full HD rozlišením 1920×1080 pixelů a úhlopříčkou 40". Na mezinárodní výstavě FPD International Samsung uvedl, že jeho 40" OLED panel je v té době největší možnou velikostí. Panel má kontrastní poměr 1 000 000:1, barevná škála 107 % NTSC a svítivost 200 cd/m2 (maximální jas 600 cd/m2).
Na veletrhu Consumer Electronics Show (CES) v lednu 2010, Samsung demonstroval přenosný počítač s velkým průhledným OLED displejem s průhledností až 40 % a pohyblivý OLED displej ve velikosti občanského průkazu.
Od června 2010 smartphony Samsung Wave S8500 a Samsung i9000 Galaxy S s AMOLED používají ochranou známkou Super AMOLED. V lednu 2011 Samsung představil displej Super AMOLED Plus, který oproti staršímu Super AMOLED displeji nabízí několik vylepšení. Matice má o 50 % více subpixelů, tenčí form factor, jasnější obraz a spotřeba energie klesla o 18 %.
Na veletrhu CES 2012, Samsung představil první 55" televizní obrazovku, která používá Super OLED technologii.
8. ledna 2013 na veletrhu CES Samsung představil unikátní zakřivenou 4K Ultra S9 OLED televizi, kterou pro diváky uvedl jako "IMAX zážitek".
13. srpna 2013 Samsung oznámil dostupnost 55" zakřivené OLED televize (model KN55S9C). Cena pro americký trh byla té době stanovena na 8 999.99 $.
6. září 2013 Samsung prostřednictvím společnosti John Lewis zahájil prodej 55" zakřivené OLED (model KE55S9C) televize ve Spojeném království.
V říjnu 2013 Samsung představil na korejském trhu smartphone Galaxy Round. Přístroj vybavený 1080p obrazovkou měří 5,7 " (14 cm) a na svislé ose je zakřiven. Společnost prosadila následující přednosti: nová funkce „Round Interface“ umožňuje uživatelům, aby se na rovném povrchu při vypnutém displeji mohli naklopením telefonu podívat na displej a dále aby uživatel měl pocit plynulejšího přechodu mezi více domovskými obrazovkami.
V květnu 2014 Sony pozastavuje výrobu OLED na neurčito.
V listopadu 2014 Samsung oznámil pozastavení výroby OLED TV minimálně na rok kvůli nízké efektivitě výroby (40–50% kdežto LG mělo 70%), takže jediným velkým výrobcem zůstává LG.
V zimě 2015 již máme zakřivené 55" FullHD OLED TV dostupné pod hranicí 50 000 Kč od LG.

### Sony zařízení
Sony CLIE PEG-VZ90 byl uvolněn v roce 2004. Byl prvním PDA vybaveným OLED displejem. K dalším produktům s OLED společnosti Sony patří přenosný MiniDisc přehrávač MZ-RH1, uvolněný v roce 2006 a Walkman X serie.
V roce 2007 na veletrhu Consumer Electronics Show (CES), Sony představil 11" (28 cm, rozlišení 960x540) a 27" (68.5 cm) Full HD OLED televizor. Oba modely mají kontrastní poměr 1 000 000:1 s celkovou tloušťkou (včetně rámečku) 5 cm. V dubnu 2007 Sony oznámil, že za měsíc vyrobil 1000 kusů 11" OLED televizorů pro účel testování trhu. Dne 1. října 2007 Sony oznámil, komerční uvolnění 11" modelu nazvaný XEL-1. První XEL-1 byl uvolněn v prosinci 2007 v Japonsku.
V květnu 2007, Sony veřejně představilo video s 2,5" flexibilním OLED displejem, který je pouze 0,3 mm silný. Na výstavě Display 2008, Sony demonstrovalo 0.2 mm silný, 3,5 " (9 cm) velký displej s rozlišením 320×200 pixelů a 0.3 mm silný, 11 "(28 cm) velký displej s rozlišením 960×540 pixelů, o jednu desetinu tenčí XEL-1.
V červenci 2008 japonský vládní orgán uvedl, že by se mohl financovat
společný projekt předních firem, které rozvíjejí klíčové technologie pro výrobu velkých energeticky úsporných organických displejů. Projekt by zahrnoval jednu laboratoř a 10 společností včetně Sony Corp. Organizace NEDO uvedla, že projekt by byl zaměřen na vývoj základní technologie k masové výrobě 40" nebo větších OLED displejů v roce 2010.
V říjnu 2008 firma Sony zveřejnila výsledky výzkumu, který byl proveden s pomocí institutu Maxe Plancka, nad možností masového prodeje ohebných displejů, které by mohly nahradit pevné LCD a plazmové obrazovky. Případně by mohly být ohebné průhledné displeje pro vytvoření 3D obrazu s mnohem větším kontrastním poměrem a pozorovacími úhly než jsou stávající produkty.
V lednu 2010 během veletrhu Consumer Electronics Show Sony vystavil prototyp 24.5" (62 cm) OLED 3D televize.
V lednu 2011 Sony oznámil vydání kapesní konzole PlayStation Vita (nástupce PSP) s 5" OLED displejem.
Dne 17. února 2011 Sony oznámil vydání 25" (63.5 cm) OLED Professional Reference Monitor monitoru zaměřeného na kinematografii a high-end Drama Post Production trh.
Dne 25. června 2012 Sony a Panasonic oznámily společný záměr masové výroby levných OLED televizí v roce 2013.

### LG zařízení
V roce 2010 společnost LG Electronics vyrobila jeden 15" 15EL9500 model OLED televize a pro březen 2011 oznámila vydání 31" (78 cm) 3D OLED televize. 26. prosince 2011 LG oficiálně uvedla největší 55" OLED panel na světě a představila ji na veletrhu CES 2012. Na konci roku 2012 LG v Austrálii uvedl na trh OLED televizi s označením 55EM9600.
V létě až zimě 2015 je LG prakticky jediným výrobcem běžně dostupných OLED TV, v českých obchodech najdeme jen 6 modelů OLED TV od LG a jediný model od Panasonicu. Cena 55" OLED TV klesla pod 50 000 Kč pro FullHD (55EG910V, 55EC930V, 55EA980V) a 130 000 Kč pro UltraHD rozlišení (55EG960V, 65EC970V, a pro kompletnost 65EG960V za 200 000 Kč).

### Mitsubishi zařízení
Od ledna 2011 společnost Lumiotec je první na světě vyvíjející a prodávající sériově vyráběné OLED světelné panely s velkým jasem a dlouhou životností.
Lumiotec je společným podnikem společností Mitsubishi Heavy Industries, ROHM, Toppan Printing a Mitsui & Co. Dne 1. června 2011 v Tokiu v národním muzeu vědy Mitsubishi nainstalovalo v průměru šestimetrovou OLED kouli zobrazující zeměkouli.

### Recom Group zařízení
Dne 6. ledna 2011 na veletrhu Consumer Electronics Show v Las Vegas společnost Recom Group představila první malé OLED obrazovky a byly určeny pro běžné spotřebitele. Displej měl 2,8" (7 cm) a používal se jako nositelná vizitka se jménem. Na veletrhu CES v roce 2012 společnost Recom Group představila standardní reporterský mikrofon se třemi 2,8" (7 cm) OLED displeji. Displej umožňuje zobrazit reklamy, které mají být uvedeny v televizním vysílání.

### BMW
Firma BMW v budoucnu plánuje u svých aut použít OLED technologie v koncových světlech a osvětlení interiéru. Nicméně svítivost OLED světel je v současné době příliš slabá na to, aby mohla být použita pro brzdová světla, blinkry a přední světlomety.